# 睦州 (浙江省)
睦州（ぼくしゅう）は、中国にかつて存在した州。隋代から北宋にかけて、現在の浙江省杭州市南西部に設置された。

## 隋代
603年（仁寿3年）、隋により睦州が置かれた。607年（大業3年）に州が廃止されて郡が置かれると、睦州は遂安郡と改称され、下部に3県を管轄した。隋代の行政区分に関しては下表を参照。
| 隋代の行政区画変遷 | 隋代の行政区画変遷   | 隋代の行政区画変遷 | 隋代の行政区画変遷 | 隋代の行政区画変遷   | 隋代の行政区画変遷 |
| 区分               | 開皇元年             | 開皇元年           | 区分               | 大業3年              |                    |
| ------------------ | -------------------- | ------------------ | ------------------ | -------------------- | ------------------ |
| 州                 | 東揚州               | 呉州               | 郡                 | 遂安郡               |                    |
| 郡                 | 新安郡               | 呉郡               | 県                 | 雉山県 遂安県 桐廬県 |                    |
| 県                 | 始新県 遂安県 寿昌県 | 桐廬県             | 県                 | 雉山県 遂安県 桐廬県 |                    |

## 唐代
618年（武徳元年）、唐により遂安郡は睦州と改められた。742年（天宝元年）、睦州は新定郡と改称された。758年（乾元元年）、新定郡は睦州の称にもどされた。睦州は江南東道に属し、建徳・寿昌・青渓・遂安・桐廬・分水の6県を管轄した。

## 宋代
1119年（宣和元年）、北宋により睦州に建徳軍が置かれた。1121年（宣和3年）、睦州は厳州と改称された。1265年（咸淳元年）、南宋により厳州は建徳府に昇格した。建徳府は両浙路に属し、建徳・寿昌・淳安・遂安・桐廬・分水の6県と神泉監を管轄した。

## 元代
1277年（至元14年）、元により建徳府は建徳路と改められた。建徳路は江浙等処行中書省に属し、録事司と建徳・寿昌・淳安・遂安・桐廬・分水の6県を管轄した。1358年、朱元璋により建徳路は建徳府と改められた。1362年、建徳府は厳州府と改称された。